# レフト -恐怖物件-
『レフト -恐怖物件-』（レフト きょうふぶっけん、原題:You Should Have Left）は2020年に配信されたアメリカ合衆国のホラー映画である。監督はデヴィッド・コープ、主演はケヴィン・ベーコンが務めた。本作はダニエル・ケールマンが2017年に発表した小説『Du hättest gehen sollen』を原作としている。
本作は日本国内でも劇場公開されなかったが、2021年2月3日にDVDが発売される予定である。

## 概略
テオ・コンロイは一回り以上年の離れた女優スザンナと結婚し、娘エラを授かった。そんなテオに対する世間の目は冷ややかなものであった。と言うのも、テオの前妻は入浴中に溺死するという不自然な死に方をしており、「テオが妻を事故死に見せかけて殺した」という噂が流れていたのである。撮影現場にスザンナを訪ねたときも、その噂が原因で立ち入りを拒否される有り様だった。
そんなある日、コンロイ一家は休暇でウェールズの貸別荘に泊まることにした。その日の夜、エラが謎の人影を見たと訴えてきたが、テオはまともに取り合おうとしなかった。ところが、ほどなくして、テオの身にも次々と怪奇現象が降りかかるのだった。

## キャスト
※括弧内は日本語吹替。
- ケヴィン・ベーコン - テオ・コンロイ（山路和弘）
- アマンダ・サイフリッド - スザンナ（嶋村侑）
- エイヴリー・エセックス - エラ（神戸光歩）
- コリン・ブルメナウ - 小売店主（土師孝也）
- ローリ・アン・リチャーズ - ウェールズ人の女（木村香央里）
- ジョシュア・C・ジャクソン - プロダクションアシスタント
- イーライ・パワーズ - スザンナのアシスタント

## 製作
2018年3月26日、デヴィッド・コープがダニエル・ケールマンの小説『Du hättest gehen sollen』の映画化に着手しており、ケヴィン・ベーコンが出演することになったと報じられた。5月22日、ジェフ・ザネリが本作で使用される楽曲を手掛けることになったとの報道があった。6月7日、アマンダ・サイフリッドがキャスト入りした。秋、本作の主要撮影がウェールズで行われた。2020年6月18日、バック・ロット・ミュージックが本作のサウンドトラックを発売した。

## 公開・マーケティング
配給元のユニバーサル・ピクチャーズは本作を劇場公開する予定だったが、新型コロナウイルスの感染拡大を受けて映画館のほとんどが休業するという事態が発生した。そのため、本作の劇場公開は見送られ、デジタル配信されることになった。
2020年6月8日、本作のオフィシャル・トレイラーが公開された。

## 評価
本作に対する批評家からの評価は平凡なものに留まっている。映画批評集積サイトのRotten Tomatoesには102件のレビューがあり、批評家支持率は40%、平均点は10点満点で4.82点となっている。サイト側による批評家の見解の要約は「『レフト -恐怖物件-』には凄まじい恐怖があるように思える。しかし、同作は個々の要素は凝っているもの、それらを1本の良作という形にまとめ上げるのに失敗している。」となっている。また、Metacriticには27件のレビューがあり、加重平均値は46/100となっている。